# Frankfurt Airport Center

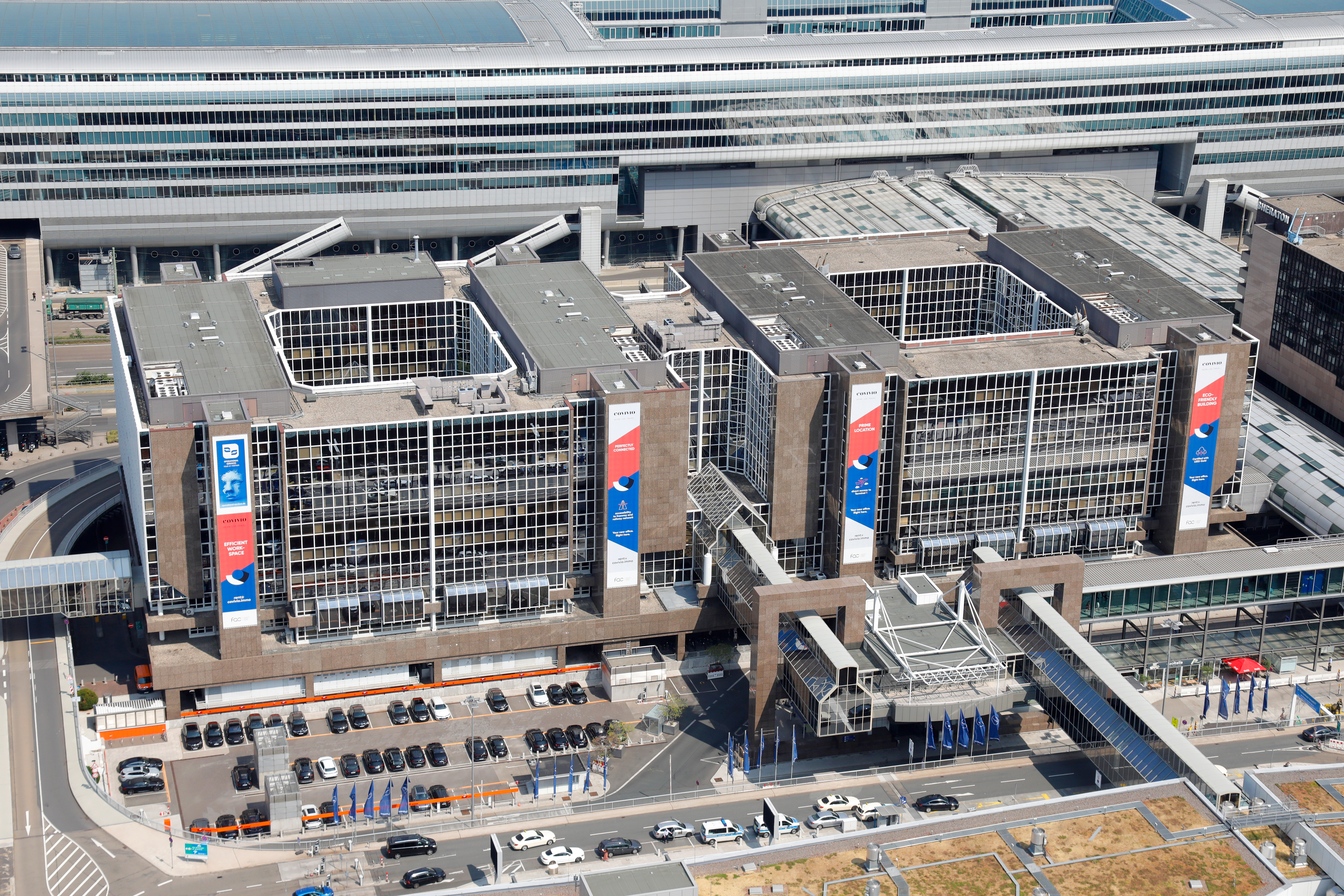
Frankfurt Airport Center, Luftaufnahme

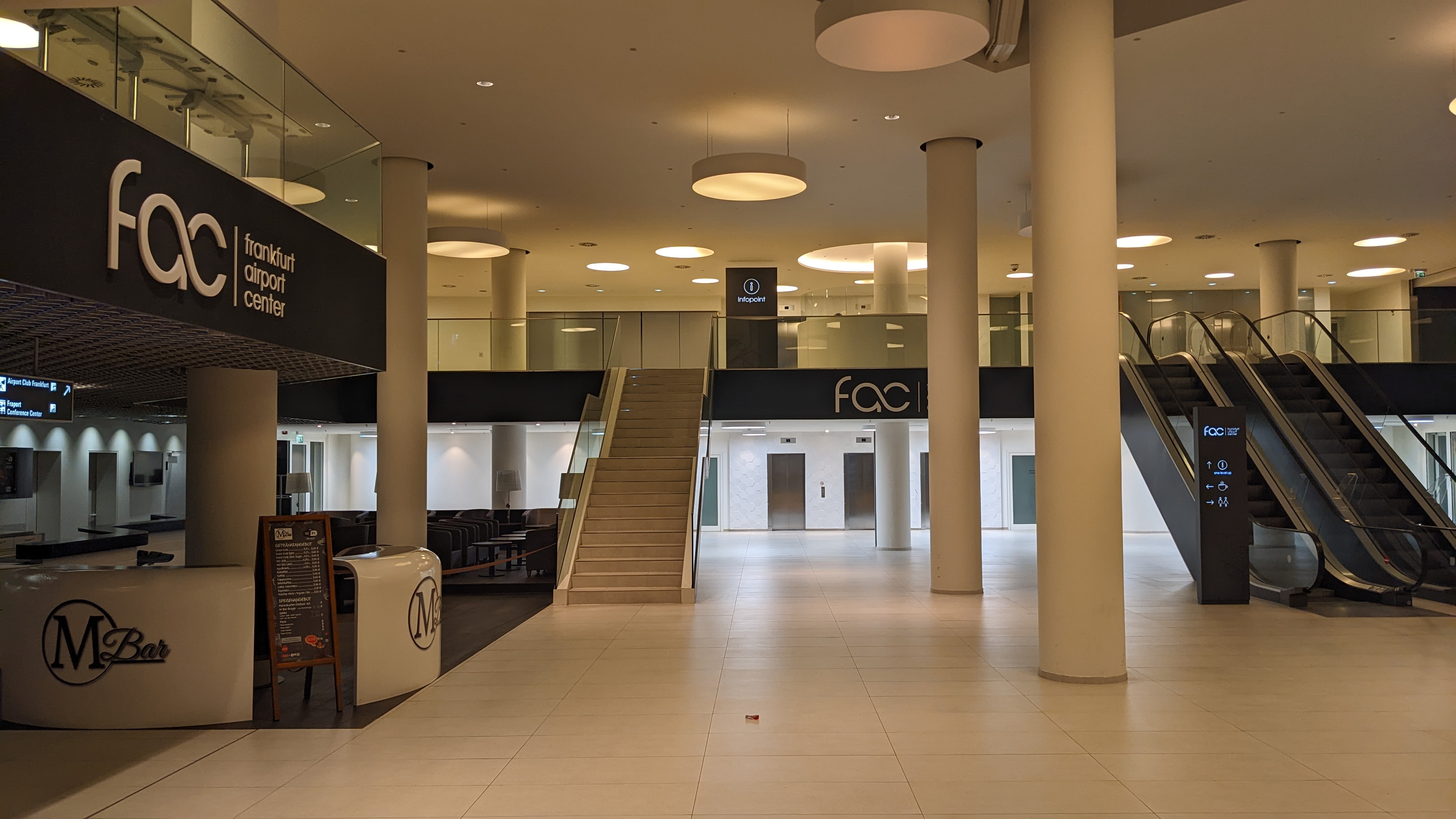
Frankfurt Airport Center

Das Frankfurt Airport Center (FAC) ist ein Bürokomplex mit 48.000 m² vermietbarer Fläche in der Frankfurt Airport City des Flughafens Frankfurt. Es wurde 1986 erbaut und 1988 in Betrieb genommen und war damals das erste frei zugängliche Bürogebäude außerhalb des Betriebsgeländes des Flughafens. Das FAC hat eine Länge von 140 und eine Breite von 75 Metern, seine Höhe beträgt 36 Meter. Es ist seit Oktober 2012 im Eigentum der UBS Real Estate Kapitalanlagegesellschaft mbH.

## Bau
Durch ein Erbbaurecht des Grundstückeigentümers Fraport AG konnte durch die Siemens KG das Frankfurt Airport Center gegenüber dem Terminal 1 des Frankfurter Flughafens errichtet werden. Als erstes Bürogebäude außerhalb des Betriebsgeländes legte das Frankfurt Airport Center so den antizipierten Grundstein für die spätere Flughafenstadt.
Das FAC ist in vier Komplexe (A, B, C, D) auf 9 Stockwerke aufgeteilt, auf denen sich die 48.000 m² vermietbare Bürofläche verteilt.

## Trivia
Neben verschiedenen Fernsehproduktionen wie das RTL-Frühstücksfernsehen war das FAC bis zum Jahr 2006 Sitz des offiziellen Organisationskomitees für die Fußball-Weltmeisterschaft in Deutschland.